# غار داشکسن
غار داشکسن مربوط به سده‌های متأخر دوران‌های تاریخی پس از اسلام است و در شهرستان مشگین‌شهر، بخش مشکین شرقی، دهستان لاهرود، روستای داشکسن واقع شده و این اثر در تاریخ ۱۲ دی ۱۳۸۶ با شمارهٔ ثبت ۲۰۳۹۶ به‌عنوان یکی از آثار ملی ایران به ثبت رسیده است.